# Lipotriches dimissa
Lipotriches dimissa is een vliesvleugelig insect uit de familie Halictidae. De wetenschappelijke naam van de soort is voor het eerst geldig gepubliceerd in 1921 door Cockerell.